# Villabella
Villabella is een plaats (frazione) in de Italiaanse gemeente Valenza.